# Kurt Wernli

Kurt Wernli

Kurt Wernli (* 3. Juni 1942; † 5. März 2023 in Windisch) war ein Politiker des Schweizer Kantons Aargau.

## Berufliche und politische Laufbahn
Kurt Wernli absolvierte das Lehrerseminar in Wettingen und studierte an der Universität Zürich sowie an der Universität Cambridge. Seine beruflichen Stationen:
- Reallehrer in Unterentfelden
- Bezirkslehrer und Rektor in Windisch
- Lehrbeauftragter am Didaktikum in Aarau
- Schulinspektor im Bezirk Zurzach

Seine politischen Stationen:
- Verfassungsrat
- Präsident der Kantonalpartei der SP
- Grossrat und Grossratspräsident
- Präsident der Staatsrechnungskommission
- Präsident des Lehrerinnen- und Lehrerverbandes des Kantons Aargau

## Regierungsrat
Im Jahr 1999 erklärte Parteikollege Silvio Bircher aus gesundheitlichen Gründen seinen Rücktritt aus dem Regierungsrat. Die SP nominierte die Anwältin Ursula Padrutt für die Nachfolge. Kurt Wernli trat als wilder Kandidat an und wurde gegen den Willen der Parteileitung vom Volk gewählt. Daraufhin wurde Wernli aus der Partei ausgeschlossen. Wernli amtierte als Parteiloser und leitete das kantonale Volkswirtschaftsdepartement. Bei den Wahlen am 30. November 2008 trat er nicht wieder an und schied am 31. März 2009 aus dem Regierungsrat aus.
Wernli war Hauptmann der Infanterie und Befürworter der Kernenergie. Er war in Riniken heimatberechtigt, wohnte in Windisch und war verheiratet und Vater zweier Söhne. Er starb im März 2023 im Alter von 80 Jahren in einem Pflegeheim in Windisch.